# Chiharu Sawashiro
Chiharu Sawashiro (沢城 千春 Sawashiro Chiharu?,  Tokio, Japón, 20 de diciembre de 1987) es un actor y seiyū japonés, afiliado a Object. Es hermano menor de la también seiyū Miyuki Sawashiro.

## Biografía
Sawashiro nació el 20 de diciembre de 1987 en la ciudad de Tokio, Japón. Tiene una hermana dos años mayor, Miyuki, quien es una reconocida seiyū. Durante la escuela primaria perteneció al club de fútbol, en la preparatoria al club de béisbol y en la secundaria al club de balonmano. Mientras aún asistía a la secundaria, Sawashiro fue reclutado por un cazatalentos en Shibuya, pero rechazó la oferta debido a que estaba dedicado a sus actividades del club. En su segundo año y, preocupado por la inminente búsqueda de empleo, decidió darle una oportunidad al mundo del entretenimiento. Luego de haber incursionado como actor por un tiempo, Sawashiro se decidió por convertirse en seiyū tras ser influenciado por su hermana.
Entre 2010 y 2014, Sawashiro participó en una unidad de teatro llamada Dead Stock Union. Hasta abril de 2014 trabajó de forma independiente, cuando pasó a formar parte de la agencia Objetc. Interpretó su primer personaje principal en el videojuego Mato Kurenai Yūgekitai.

## Filmografía

### Anime
2013
- Inu to Hasami wa Tsukaiyō como Kurofuku

2015
- Akagami no Shirayuki-hime como Varios

2016
- Endride como Ralph
- Ko Bitodzukan como Kogane Taraka
- Cheer Boys!! como Takeru Andō[4]
- All Out!! como Natsuki Ise, Tatsuaki Motokawa[5]
- Show by Rock!! como Argon[6]

2017
- Marginal#4: Kiss kara Tsukuru Big Bang como Alto Takimaru[7]
- Love Kome: We Love Rice como Sasa Nishiki[8]
- Yu-Gi-Oh! VRAINS como Naoki Shima[9]
- Quiz Tokiko-san como Hirata-kun[10]
- Aho Girl como Estudiante
- Beyblade Burst como Song Luoway
- Tsukipro como Nozomi Nanase[11]
- UQ Holder! como Asura Tsu

2018
- 25-Sai no Mesukōsei como Ryōhito Kanie[12]
- Koi wa Ameagari no You ni como Shōta Kiyatake
- The Caligula Effect como Ritsu Shikishima[13]
- Full Metal Panic! como Varios
- Amai Choubatsu: Watashi wa Kanshu Senyou Pet como Guardia
- Hanebado! como Yukiteru Hayama
- Chūkan Kanri-roku Tonegawa como Nagata[14]